# Centaurea prolongi
Centaurea prolongi — вид квіткових рослин родини айстрових (Asteraceae). Ендемік півдня Іспанії (Гранада, Малага).
Населяє чагарники, лісові галявини, узбіччя доріг, кам'янисті або піщані місця, на основних ґрунтах. Рослина заввишки 20–65 см. Період цвітіння: березень — липень.